# Bagé
Bagé[a] é um município brasileiro da região Sul, no estado do Rio Grande do Sul. Localizado próximo ao Rio Camaquã, o município tem uma população de 121 335 habitantes, de acordo com a estimativa do IBGE de 2020. Bagé limita-se ao norte com os municípios de Caçapava e Lavras do Sul; a oeste, com o município de Dom Pedrito e com o Uruguai; ao sul, com o Uruguai; e a leste, com os municípios de Herval e Pinheiro Machado. A cidade encontra-se a 217 metros de altitude.

## Etimologia
Costumava-se crer que o nome da cidade advinha de Ibajé, ou Ybagé, nome de um índio charrua. Foi a partir de 1955, quando estudiosos debatiam a historicidade de Sepé Tiaraju, que Mansueto Bernardi chamou a atenção para o fato de que não havia comprovação histórica da existência do índio Ibagé. Escreveu jocosamente no Correio do Povo, em 1958, que:

Enquanto os seus apologistas não lhe exibirem a certidão de nascimento, o atestado de residência e até de ofício, o Índio Ibagé não passará de um vago e desengonçado lobisomem
Segundo o sociólogo Félix Contreiras Rodrigues, Bagé tem origem na palavra BAAG, que quer dizer lugar de onde se volta, de retorno. Este lugar seriam os cerros de Bagé. Também é possível que tenha surgido de mbaié, da qual decorrem as formas maié, que deu majé, e baié, que deu bajé.

### Grafia
O nome da cidade já foi escrito tanto como Bagé, com "g", ou como Bajé, com "j". Nos primeiros documentos que se referem à cidade, como as cartas de D. Diogo de Souza, foi usada a grafia com "j". Somente a partir de 1910, possivelmente devido à regra ortográfica que determina que se use a letra "g" antes de "e" ou de "i", Bagé passou a ser escrito com "g". Porém, ainda de acordo com as normas ortográficas, palavras de origem indígena, como pajé, jiboia, etc. são escritas com "j", sendo esse um segundo argumento favorável ao uso de Bajé. Pensa-se também que a palavra pode ter sido grafada em "g" em função da caótica ortografia do momento no qual o termo foi cunhado, uma vez que "i" jamais evolui para "g", mas sempre para "j".

## História

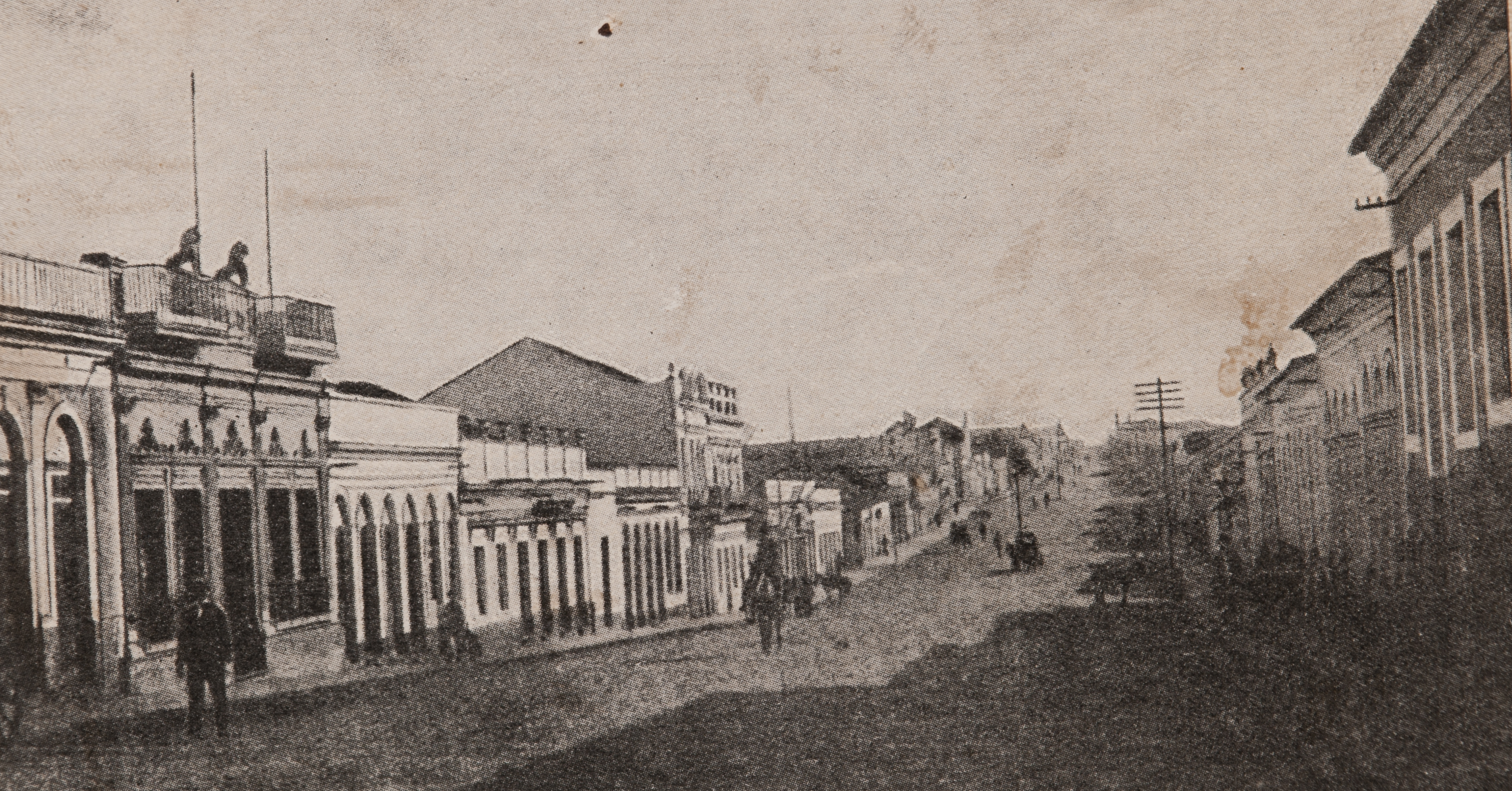
Rua central de Bagé, com energia elétrica instalada no início do século XX

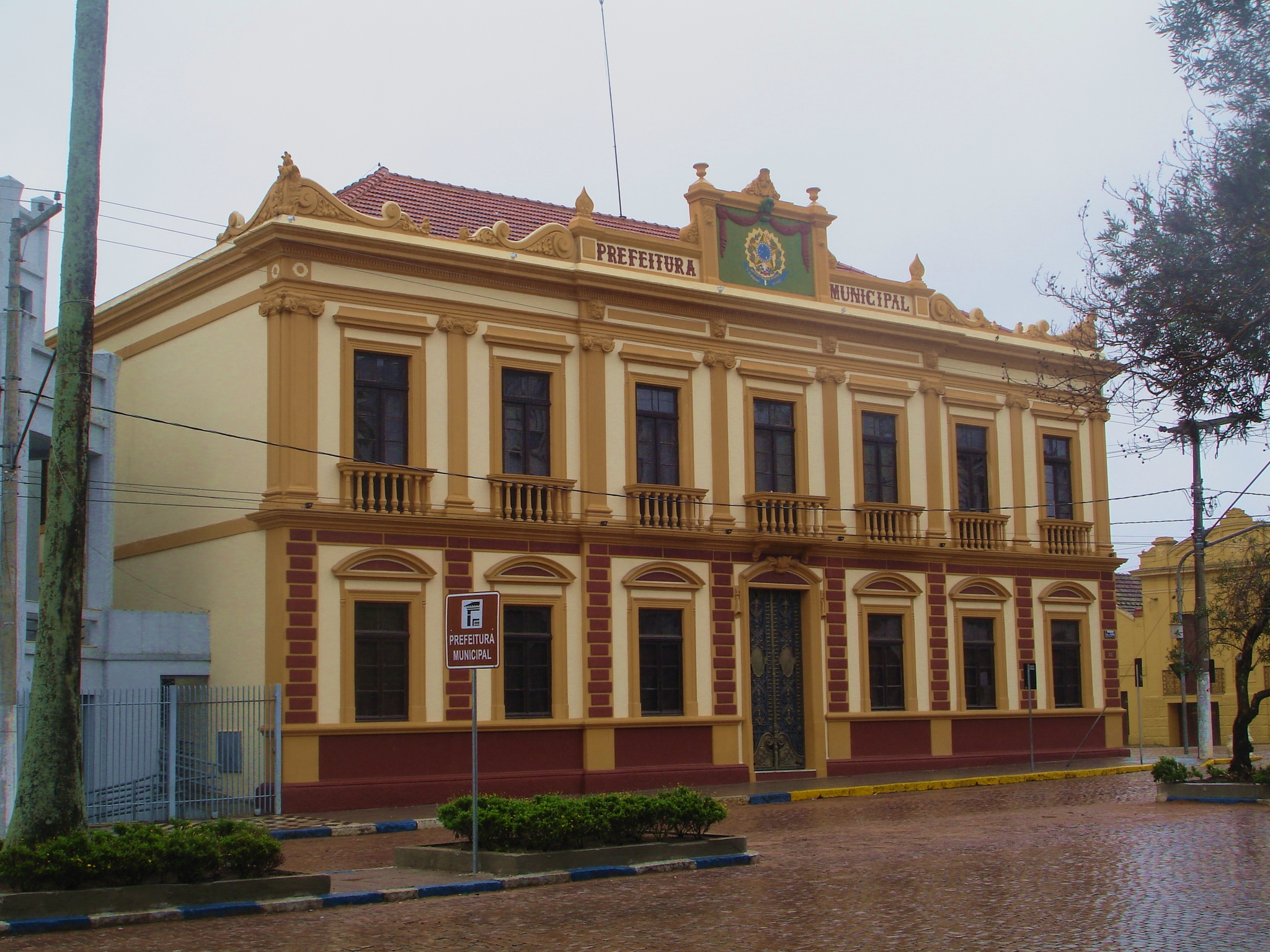
Prefeitura Municipal de Bagé

Toda a região do pampa gaúcho, na qual está contido o atual município, era ocupada, até o século XVI, predominantemente pelos índios charruas.

Bagé, outubro de 1969. Arquivo Nacional

A colonização europeia da região onde ora se encontra o município iniciou-se em fins do século XVII com portugueses e espanhóis. Uma das primeiras construções foi uma redução construída por jesuítas, chamada "Santo André dos Guenoas", fundada como posto avançado de "São Miguel", um dos Sete Povos das Missões. A incansável resistência de índios da região à catequização católica, notadamente tapes, minuanos e charruas, levou a um conflito que resultou na destruição do povoado.
A partir de então, a região serviu de palco para diversos conflitos entre europeus e nativos. Destaca-se o ocorrido em 1752, quando 600 índios charruas, comandados por Sepé Tiaraju, rechaçaram os enviados das coroas de Portugal e Espanha que, amparados no tratado de Madri, assinado dois anos antes, regulamentando os limites territoriais dos dois impérios na América do Sul, vieram para estabelecer as fronteiras.
Em 1773, dom Juan José de Vértiz y Salcedo, vice-rei de Buenos Aires, com 5 000 homens, saiu do Rio da Prata, atravessou o Uruguai e, chegando ao limite sul do Escudo Riograndense, lá construiu o Forte de Santa Tecla, que foi demolido e arrasado em dois combates e do qual ainda hoje restam ruínas.
Na área do município, em 10 de setembro de 1836, o general Antônio de Souza Neto, em violento combate, conhecido como a Batalha do Seival, derrotou as forças legalistas e, no dia seguinte, proclamou a República Riograndense, no contexto da Guerra dos Farrapos.
Na Revolução de 1893, quando os federalistas reagiram à ascensão dos republicanos, Gumercindo Saraiva voltou ao Rio Grande do Sul pelo rio Jaguarão e, no Passo do Salsinho, foi travado o primeiro combate. O município testemunhou combates das Traíras, o Cerco do Rio Negro e o Cerco de Bagé. No Rio Negro, 300 prisioneiros foram degolados, não sem antes terem direito a defesa verbal.

### Cerco de Bagé
Durante a Revolução Federalista, desencadeada no Rio Grande do Sul em oposição ao governo de Floriano Peixoto, a cidade de Bagé resistiu ao cerco das forças federalistas durante 47 dias, em um dos mais notáveis episódios da História Militar brasileira, conhecido como o Cerco de Bagé.

## Geografia

### Clima
| Maiores acumulados de precipitação em 24 horas registrados em Bagé por meses (INMET) | Maiores acumulados de precipitação em 24 horas registrados em Bagé por meses (INMET) | Maiores acumulados de precipitação em 24 horas registrados em Bagé por meses (INMET) | Maiores acumulados de precipitação em 24 horas registrados em Bagé por meses (INMET) | Maiores acumulados de precipitação em 24 horas registrados em Bagé por meses (INMET) | Maiores acumulados de precipitação em 24 horas registrados em Bagé por meses (INMET) |
| Mês                                                                                  | Acumulado                                                                            | Data                                                                                 | Mês                                                                                  | Acumulado                                                                            | Data                                                                                 |
| ------------------------------------------------------------------------------------ | ------------------------------------------------------------------------------------ | ------------------------------------------------------------------------------------ | ------------------------------------------------------------------------------------ | ------------------------------------------------------------------------------------ | ------------------------------------------------------------------------------------ |
| Janeiro                                                                              | 153,4 mm                                                                             | 06/01/1931                                                                           | Julho                                                                                | 120,2 mm                                                                             | 13/07/2023                                                                           |
| Fevereiro                                                                            | 263 mm                                                                               | 15/02/1983                                                                           | Agosto                                                                               | 110,2 mm                                                                             | 20/08/1967                                                                           |
| Março                                                                                | 105 mm                                                                               | 28/03/1980                                                                           | Setembro                                                                             | 121,2 mm                                                                             | 14/09/1953                                                                           |
| Abril                                                                                | 195,2 mm                                                                             | 09/04/1959                                                                           | Outubro                                                                              | 127,1 mm                                                                             | 15/10/1977                                                                           |
| Maio                                                                                 | 113,8 mm                                                                             | 13/05/1986                                                                           | Novembro                                                                             | 136 mm                                                                               | 04/11/1990                                                                           |
| Junho                                                                                | 147 mm                                                                               | 01/06/2001                                                                           | Dezembro                                                                             | 149 mm                                                                               | 30/12/1987                                                                           |
| Período: 1931-presente                                                               |                                                                                      |                                                                                      |                                                                                      |                                                                                      |                                                                                      |

Bagé possui um clima que tanto pode ser enquadrado no tipo subtropical ou temperado, do tipo Cfa de acordo com a classificação climática de Köppen, com verões tépidos (altas temperaturas durante o dia e temperaturas amenas à noite), e invernos relativamente frios, com temperaturas que em algumas ocasiões podem cair abaixo de zero, apresentando, portanto, grande amplitude térmica anual. As geadas ocorrem com certa frequência e, em ocasiões memoráveis, queda de neve. As precipitações costumam ser regularmente distribuídas durante o ano, mas secas esporádicas podem ocorrer.
Segundo dados do Instituto Nacional de Meteorologia (INMET), desde 1931 a menor temperatura registrada em Bagé foi de −5,9 °C em 9 de julho de 2024, embora o recorde absoluto tenha sido registrado antes, em dia 24 de junho de 1918, com mínima de −7,3 °C, de acordo com o mesmo instituto. No mesmo período a maior temperatura atingiu 41,7 °C em 13 de janeiro de 2022, devido à atuação de uma intensa onda de calor sobre o Rio Grande do Sul. O maior acumulado de precipitação em 24 horas atingiu 263 mm em 15 de fevereiro de 1983.
| Dados climatológicos para Bagé                                                           | Dados climatológicos para Bagé | Dados climatológicos para Bagé | Dados climatológicos para Bagé | Dados climatológicos para Bagé | Dados climatológicos para Bagé | Dados climatológicos para Bagé | Dados climatológicos para Bagé | Dados climatológicos para Bagé | Dados climatológicos para Bagé | Dados climatológicos para Bagé | Dados climatológicos para Bagé | Dados climatológicos para Bagé | Dados climatológicos para Bagé |
| Mês                                                                                      | Jan                            | Fev                            | Mar                            | Abr                            | Mai                            | Jun                            | Jul                            | Ago                            | Set                            | Out                            | Nov                            | Dez                            | Ano                            |
| ---------------------------------------------------------------------------------------- | ------------------------------ | ------------------------------ | ------------------------------ | ------------------------------ | ------------------------------ | ------------------------------ | ------------------------------ | ------------------------------ | ------------------------------ | ------------------------------ | ------------------------------ | ------------------------------ | ------------------------------ |
| Temperatura máxima recorde (°C)                                                          | 41,7                           | 40,2                           | 40,1                           | 35,6                           | 32,1                           | 30,5                           | 31,9                           | 35                             | 39,4                           | 37,9                           | 39,6                           | 41,1                           | 41,7                           |
| Temperatura máxima média (°C)                                                            | 29,7                           | 28,9                           | 27,5                           | 24,1                           | 20                             | 17,7                           | 17,2                           | 19,5                           | 20,6                           | 23,3                           | 26,3                           | 28,8                           | 23,6                           |
| Temperatura média compensada (°C)                                                        | 23,8                           | 23,1                           | 21,5                           | 18,3                           | 14,7                           | 12,6                           | 11,8                           | 13,6                           | 15                             | 17,7                           | 20,3                           | 22,7                           | 17,9                           |
| Temperatura mínima média (°C)                                                            | 18,4                           | 18,3                           | 16,8                           | 14,1                           | 11,1                           | 9                              | 8,1                            | 9,4                            | 10,6                           | 13                             | 14,7                           | 16,9                           | 13,4                           |
| Temperatura mínima recorde (°C)                                                          | 7,1                            | 5,7                            | 4,7                            | 1,7                            | −1,2                           | −3,9                           | −5,9                           | −2,1                           | −1,1                           | 0,6                            | 3                              | 4,5                            | −5,9                           |
| Precipitação (mm)                                                                        | 137,3                          | 129,1                          | 113,9                          | 173,2                          | 129,6                          | 122,9                          | 130,5                          | 112,6                          | 135,6                          | 176                            | 116,9                          | 122,3                          | 1 599,9                        |
| Dias com precipitação (≥ 1 mm)                                                           | 8                              | 8                              | 7                              | 7                              | 8                              | 8                              | 8                              | 8                              | 8                              | 9                              | 6                              | 7                              | 92                             |
| Umidade relativa compensada (%)                                                          | 67,5                           | 70                             | 71,1                           | 74,2                           | 78,8                           | 79                             | 77                             | 73,3                           | 72,9                           | 72,1                           | 67                             | 65,5                           | 72,4                           |
| Insolação (h)                                                                            | 247                            | 215,7                          | 223,4                          | 177,4                          | 156,2                          | 132,1                          | 151,7                          | 154                            | 161,6                          | 194,8                          | 234,3                          | 250,5                          | 2 298,7                        |
| Fonte: INMET (normal climatológica de 1991-2020; recordes de temperatura: 1931-presente) |                                |                                |                                |                                |                                |                                |                                |                                |                                |                                |                                |                                |                                |

### Demografia
Em 2010, Bagé possuía 116 794 habitantes. e uma densidade demográfica de 28,52 hab/km². Esta população divide-se entre a zona urbana e a zona rural da cidade, sendo que a população urbana (em 2010) era de 97 765 habitantes e a população rural (também em 2010) atingia a marca de 19 029 habitantes, sendo que a taxa de urbanização é de 83,70%. Em 2000, a expectativa de vida ao nascer era de 70,68 anos e o coeficiente de mortalidade infantil era de 7,78 em 2008. O índice de desenvolvimento humano de Bagé, em 2010, era de 0,750. Segundo a classificação do Programa das Nações Unidas para o Desenvolvimento (PNUD), o município está entre as regiões consideradas de alto desenvolvimento humano. A taxa de analfabetismo no município (até 2010) era de 4,93 por cento.

### Bairros
| Central | Norte             | Sul                  | Leste              | Oeste              | Norte/Centro        |
| ------- | ----------------- | -------------------- | ------------------ | ------------------ | ------------------- |
| Centro  | Santa Tecla       | São José             | São Judas          | Bairro Menino Deus | São Bernardo        |
| --      | Bairro União      | Tiarajú              | Santa Tereza       | Arvorezinha        | São João, São Jorge |
| --      | Bairro Industrial | Stand                | Estrela D'alva     | Alcides Almeida    | São Carlos          |
| --      | Madezzati         | Passo das Pedras     | Bairro Dois Irmãos | Santa Cecília      | Laranjeiras         |
| --      | Vila Malafaia     | Castro Alves         | Santa Flora        | Vila Damé          |                     |
| --      | São Domingos      | Bairro Ibajé         | Vila Ipiranga      | Tarumã             | --                  |
| --      | Parque Marília    | Passo do Príncipe    | Prado Velho        | Lagoão da Pedra    | --                  |
| --      | São Martin        | Loteamento do Parque | Pedras Brancas     | Vila Operária      | --                  |
| --      | Cohab             | Bairro Floresta      | Morgado Rosa       | Vila dos Sargentos | --                  |
| --      | DAER              | --                   | Bairro Ivone       |                    | --                  |
| --      | Getúlio Vargas    | --                   | Jardim do Castelo  | --                 | --                  |

## Economia
Sua economia é baseada na agricultura, pecuária e no comércio local.

## Estrutura urbana
É marcante no município, desde sua fundação, a presença do Exército, por ser cidade de fronteira: é sede da 3ª Brigada de Cavalaria Mecanizada e, atualmente, conta com quatro quartéis e um hospital militar, o HGuBa, (que atende toda a região), para além de uma unidade da Justiça Militar.

### Educação superior
Bagé possui duas universidades particulares: a Universidade da Região da Campanha (URCAMP) e o Instituto de Desenvolvimento Educacional do Alto Uruguai/Anglo-Americano (IDEAU); uma universidade federal, a Universidade Federal do Pampa (UNIPAMPA); um instituto federal, o Instituto Federal Sul-rio-grandense (IFSul)  e a Universidade Estadual do Rio Grande do Sul (UERGS).

### Transportes

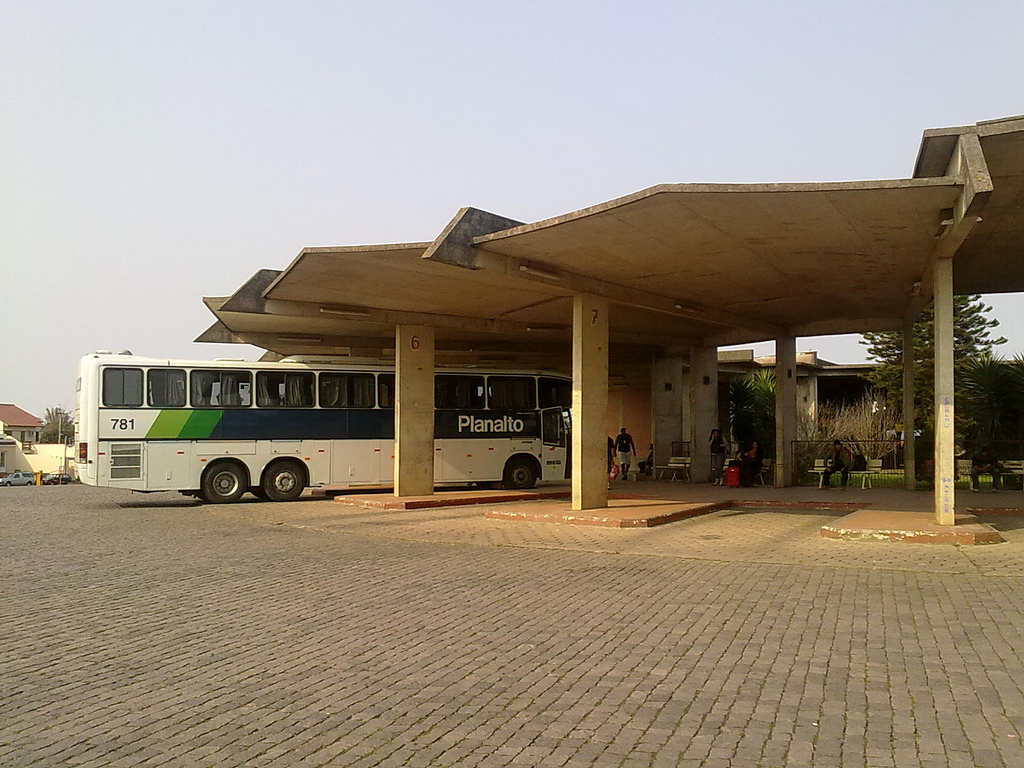
Rodoviária de Bagé

Bagé é importante ponto de passagem para quem viaja do Brasil para o Uruguai por via terrestre. A cidade é ligada ao país vizinho por estrada (BR-153), ficando distante cerca de 62 km da fronteira entre Brasil e Uruguai e a 518 quilômetros da capital uruguaia.
A rodoviária da cidade oferece linhas para várias cidades do interior gaúcho, sendo oferecidos 10 horários diários com destino a Porto Alegre.

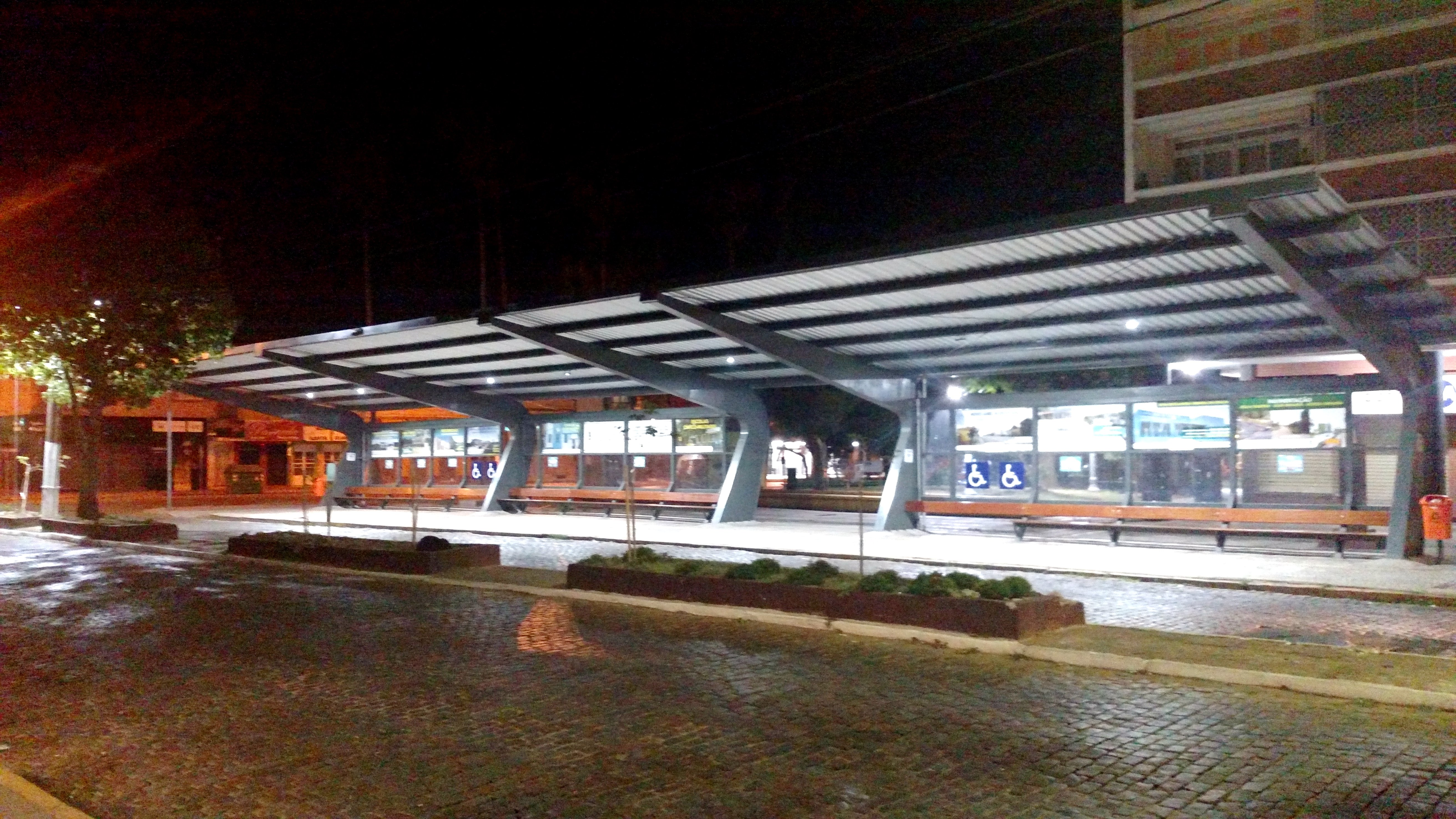
Ponto de ônibus do Calçadão, construído em 2019

No transporte público urbano, a cidade conta com diversas linhas que ligam os bairros do município ao Centro. Os serviços são oferecidos pelas empresas: Anversa e Stadtbus.
No transporte aeroviário, Bagé possui o Aeroporto Internacional de Bagé - Comandante Gustavo Kraemer, que em 2001, foi habilitado a receber voos internacionais. Com isso, o Aeroporto de Bagé registrou um aumento considerável no número de operações a partir do Uruguai e da Argentina, envolvendo aeronaves que faziam sua entrada no país através de Uruguaiana ou Porto Alegre, as quais passaram a utilizar Bagé devido a sua posição geográfica, mais ao sul do estado.
O aeroporto, opera voos comerciais regulares de passageiros operados pela Azul Linhas Aéreas (em parceria com a Azul Conecta) com voos diários diretos até Porto Alegre. A retomada ocorreu em 20 de setembro de 2019. Além dos voos operados pela Azul, recebe dois voos diários de serviços bancários, além de táxis aéreos e jatos executivos.

## Religião

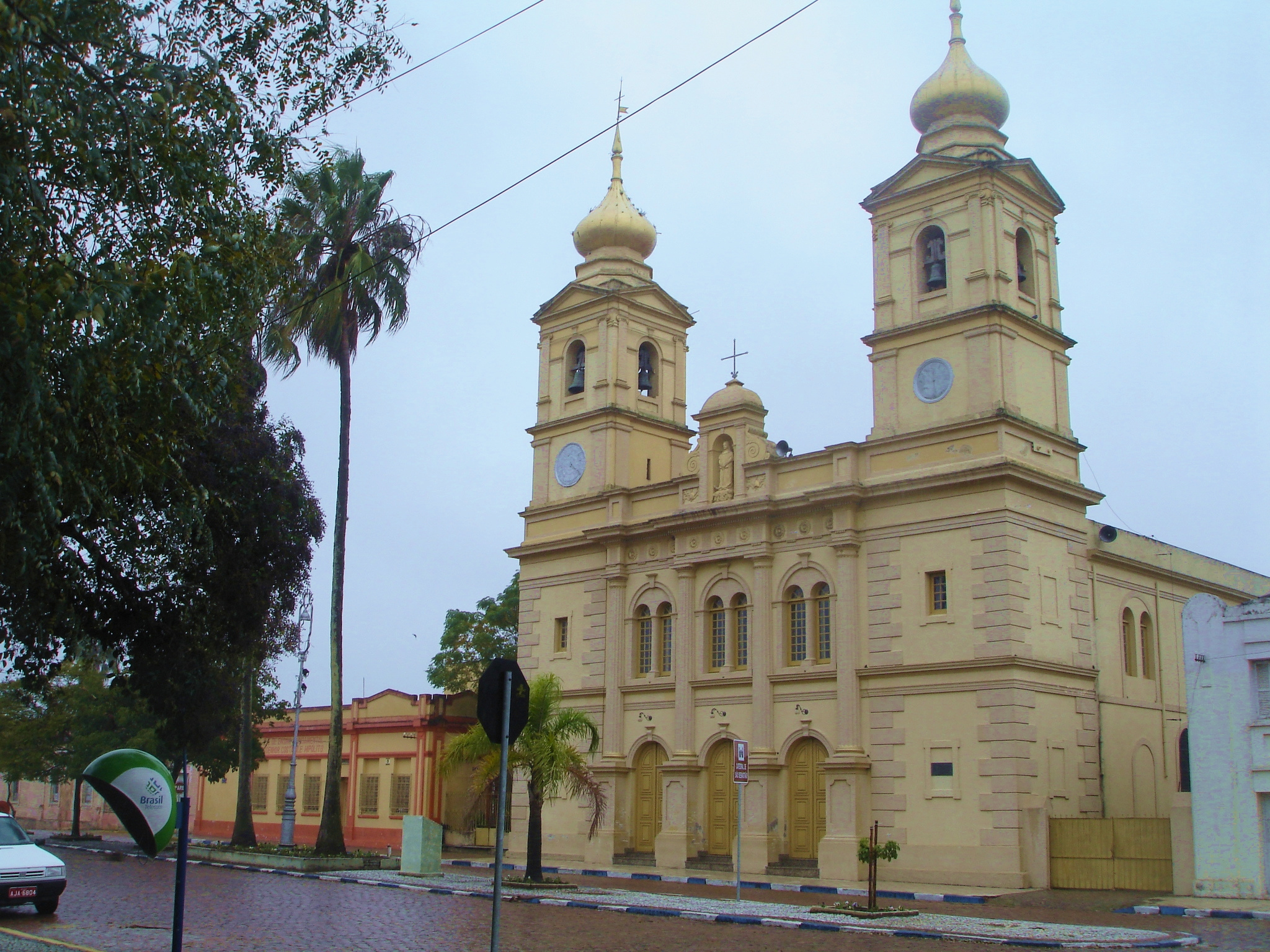
Catedral de São Sebastião

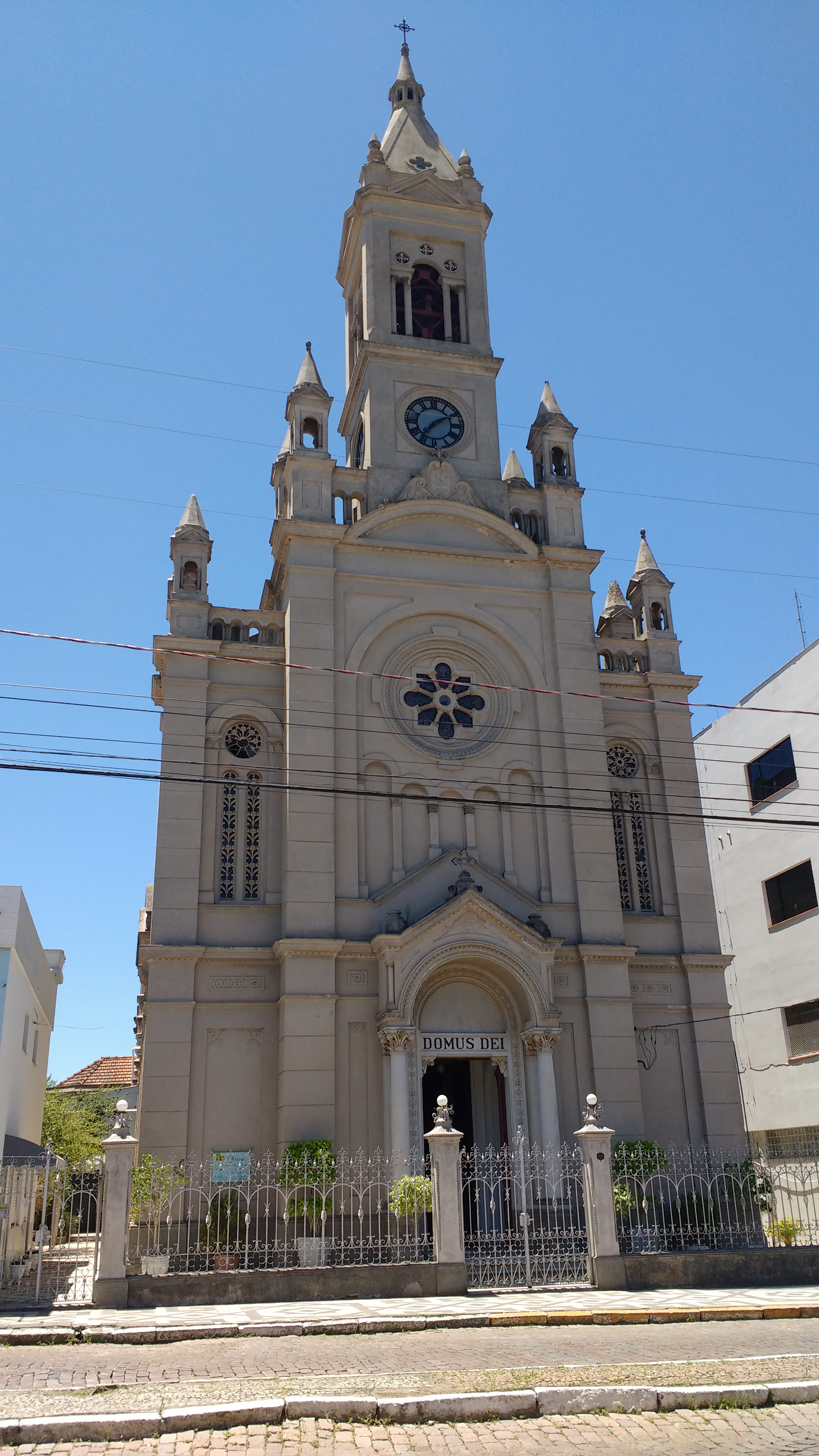
Igreja de Nossa Senhora Auxiliadora

A maior parte da população de Bagé é católica, correspondendo a 52,80% da população, segundo o IBGE. Mas, nas últimas décadas, viu-se [carece de fontes?], na cidade, um considerável aumento [carece de fontes?] do número de protestantes, principalmente do ramo pentecostal, tendo destaque as Igreja Assembleia de Deus, Igreja do Evangelho Quadrangular, Igreja Batista, entre outras. Espíritas, e umbandistas também podem ser encontrados.

### Procissão de São Jorge
Procissão de São Jorge, também conhecida como Festa de Ogum, é organizada pela Associação Espiritualista de Umbanda de Bagé e participam anualmente fiéis umbandistas, católicos devotos de São Jorge e autoridades religiosas locais como padres e bispos. É considerada uma das mais importantes manifestações culturais religiosas da cidade e é um momento de grande visibilidade, protagonismo e integração das comunidades de terreiros com a população geral da cidade.

## Cultura
Bagé é conhecida pela Festa Internacional do Churrasco, a maior festa deste tipo no Brasil, por onde circulam cerca de 60 000 pessoas em quatro dias de duração. Paralelamente, acontece a festa campeira, que está em sua 3ª edição. Bagé é mormente conhecida pela Semana Crioula Internacional, que ocorre sempre no mês de abril, com grande competição de gineteadas. É sede, também, da exposição-feira rural mais antiga do país, a Expo-feira de Bagé, que no ano de 2014 realizou a sua 102ª edição.
Promove também grandes leilões de cavalos da raça "puro sangue inglês", sendo responsável por quase metade do plantel brasileiro de PSI, criados nos vários haras da região, os melhores do Brasil, segundo os especialistas. Acorrem a esses leilões turfistas brasileiros e principalmente estrangeiros, que levam os melhores produtos pagos a alto preço. Assim, Bagé é uma grande exportadora de cavalos de corrida, trazendo divisas para o Brasil.

### Esportes
Bagé possui o segundo maior ginásio do Estado do Rio Grande do Sul, o ginásio poli-esportivo Presidente Médici, popularmente conhecido como ginásio Militão. Nas cercanias do ginásio também há um complexo esportivo, com oito campos de futebol, área verde, vestiários e estrutura para realização de competições do futebol amador do município, treinamento de basquete em parceria com a iniciativa privada associação de Bagé Basquetebol Clube - BBC, além do centro de treinamento do Guarany Futebol Clube.
No futebol profissional, o município é representado por duas das mais tradicionais equipes do interior do Estado:
- Bagé
- Guarany de Bagé

No futsal, a equipe da Associação Atlética Celeste foi a última a representar a cidade em uma competição profissional. Atualmente ocorrem apenas disputas amadoras na cidade.

#### Esportes Amadores
- Rugby - O Rugby Fronteira Sul representa a cidade no Campeonato Gaúcho de Rugby, na categoria Rugby Sevens, categoria em que foi Campeão Gaúcho[47] em 2010.
- Futebol Amador - O futebol amador em Bagé tem alta participação da população em geral, com jogos realizados nos campos de futebol dos bairros, mas com a maior concentração ocorrendo no Complexo Esportivo Presidente Médice (Militão). Aos finais de semana, milhares de bageenses reúnem-se tanto para jogar, como para torcer para as equipes de seus bairros.
- Futebol americano - a equipe do Bagé Baguals Futebol Americano representa a cidade e atualmente disputa o Campeonato Gaúcho de Futebol Americano, na modalidade off-pad (sem equipamento de proteção).
- Handebol - Bagé possui quatro equipes deste esporte, sendo elas a Liga Bageense de Handebol, nas modalidades masculina e feminina, e as equipes da Escola Estadual Carlos Kluwe, também com times masculinos e femininos, de várias faixas etárias. Ambos os times participam de campeonatos de handebol no Estado.

### Mídia

#### Televisão
Bagé possui atualmente duas emissoras de televisão locais: a RBS TV Bagé, inaugurada com o nome de TV Bagé, em 1977 que retransmite o sinal da RBS TV Porto Alegre, afiliada à Rede Globo, além de gerar programação local e a TV Câmara Bagé, que transmite via canal a cabo da TV Assembleia do Rio Grande do Sul e no canal aberto pelo canal digital 18.3 .
No dia 26 de março de 2013 entrou em operação o sinal digital da Rede Vida, sendo a primeira emissora a disponibilizar o sinal HD na cidade.
No dia 19 de fevereiro de 2014 entrou em operação, em caráter de teste, o sinal digital da RBS TV Bagé, e desde o dia 24 de março de 2014 o sinal passou a ser transmitido de forma oficial, tornando-se assim a segunda emissora a operar no sistema HD na cidade.
No dia 11 de junho de 2014 entrou em operação o sinal digital da Band RS, tornando-se a terceira emissora a operar em HD na cidade.
No dia 25 de fevereiro de 2015 entrou no ar o sinal digital do SBT RS, tornando-se a quarta emissora a operar em HD na cidade.

#### Jornais
Bagé possui dois jornais de circulação diária. O Jornal Minuano, com vinte anos de existência e o Jornal Folha do Sul Gaúcho. O jornal que mais anos circulou na cidade chamava-se Correio do Sul, tendo circulado de 1914 até 2008.

### Museus
- Museu Dom Diogo de Souza - Situado na Rua Emilio Guilayn, 759 (Centro), o museu possui acervos particulares, de vultos históricos, objetos de época, armas antigas, bandeiras antigas, objetos utilizados nas guerras dentro do território gaúcho, hemeroteca, fototeca e biblioteca. Possui uma pedra da lua trazida pela missão Apollo 17. De visitação permanente.
- Museu da Gravura Brasileira - Fundado em 1977 o Museu da gravura Brasileira fica localizado na Rua Coronel Azambuja, 18 (Centro), o museu possui em seu acervo gravuras, fotografias, esculturas em bronze e cerâmica. A visitação é permanente, entretanto o museu recebe inúmeras exposições temporárias durante o ano, de artistas do Brasil e do exterior.
- Centro Histórico Vila de Santa Thereza - Em torno da charqueada de Santa Thereza, fundada por Antônio de Ribeiro Magalhâes, em 1897 surgiu a “Vila de Santa Thereza”. A Capela de Santa Thereza foi restaurada e todo o local foi transformado em complexo histórico e cultural, e desde 2009 está aberto à visitação[50][51].
- Museu Patrício Correia da Câmara - Localizado junto às fundações do Forte de Santa Tecla, o museu expunha grande variedade de material, encontrado nas escavações arqueológicas executadas na área dessa fortificação espanhola, mas hoje se encontra fechado e não posui mais seu acervo.[52]. Dispõe ainda de exposições de diversos objetos que fazem parte da história do gaúcho da região da fronteira. Entre os objetos expostos, muitos são de origem bélica, resultantes das batalhas ali realizadas. O acesso é pela BR-473, com exposição permanente[53] .

### Planetário
- Planetário da Unipampa Bagé - Inaugurado em 18 de agosto de 2017[54] , o Planetário da Unipampa recebeu cerca de 10 mil[55] visitantes no seu primeiro ano de atividades, com visitas de alunos de escolas da cidade e região[56], e também o público em geral com interesse na ciência. O planetário também desenvolve o programa Astronomia para todos, com sessões aos finais de semana, incluindo palestas, experimentos e história da astronomia.

### Bibliotecas

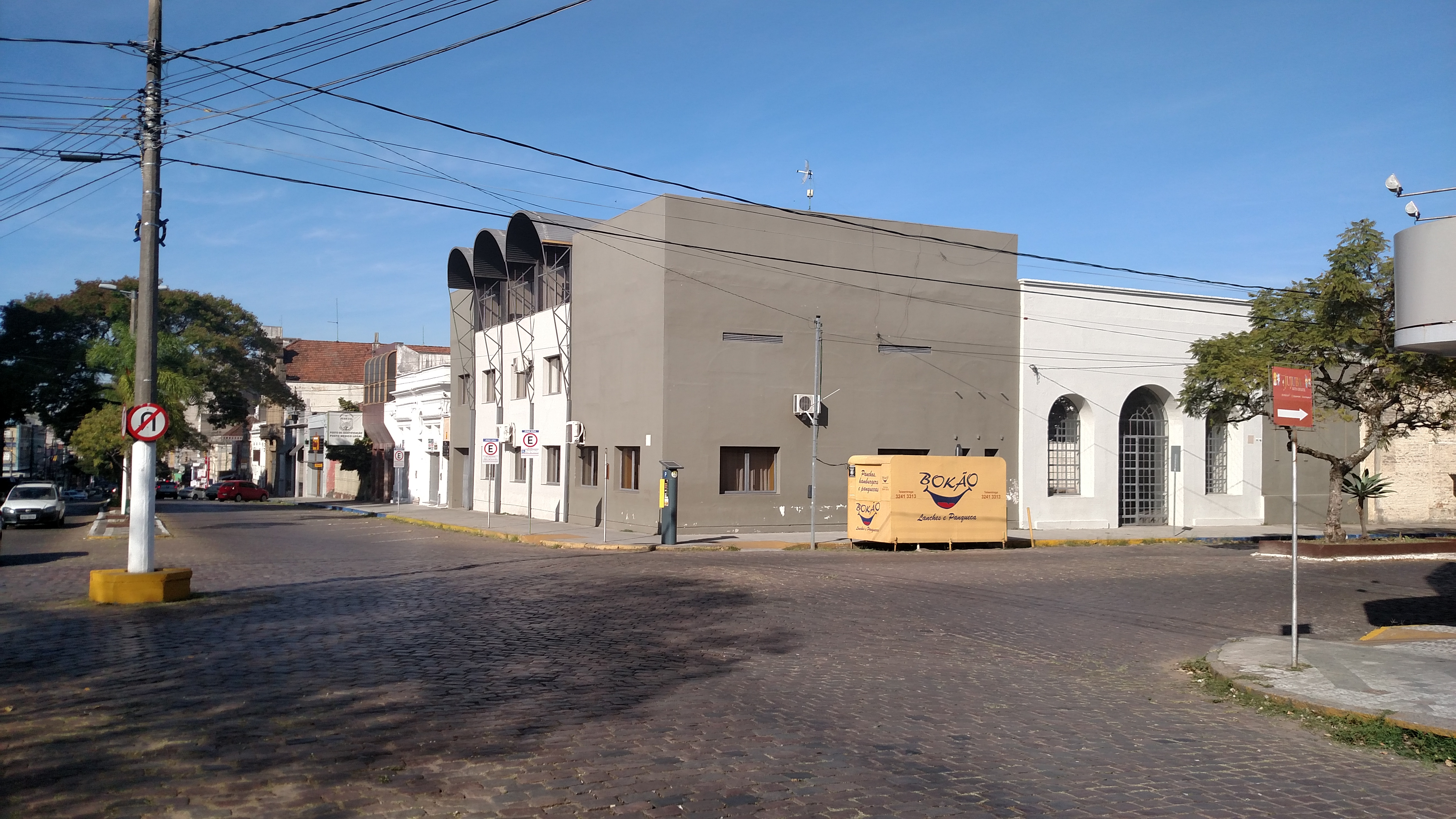
Biblioteca Pública Doutor Otávio Santos

- Biblioteca Pública Doutor Otávio Santos - mantida pela prefeitura, é a segunda maior da cidade e conta com um apoio da Associação dos Amigos da Biblioteca. Possui 17 funcionários e um acervo que ultrapassa os 26 000 exemplares[57]. A biblioteca funciona das 8h às 18h, sem fechar ao meio-dia.
- Biblioteca Pública Infantil Professora Maria Martins Rossel - A Biblioteca Infantil oferece ao público mais de 13 mil obras[58] . O local multifuncional acolhe também a Escolinha de Arte Tia Leda e a sala de teatro Douglas Moraes. O atendimento ao público funciona das 8h às 17h30min, sem fechar ao meio-dia.
- Biblioteca do Sesc - Além das obras, a biblioteca oferece aos usuários acesso gratuito à internet.
- Biblioteca do Sesi - Possui mais de 5 000 obras. O acesso é aberto para o público em geral[57].
- Biblioteca da Urcamp - Além de grande acervo oferece um espaço com acesso gratuito à internet para a comunidade[59]
- Biblioteca da Unipampa - Atualmente (dados de 6 de agosto de 2013) é a maior da cidade possuindo um acervo de 26 975 exemplares, tendo efetuado no primeiro semestre de 2013 mais de 12 000 empréstimos e inserido quase 3 000 exemplares ao acervo[60]. A biblioteca funciona das 8h às 12h, das 14h às 17h e das 18h e 30min até as 21h. Somente alunos, professores e funcionários internos podem retirar livros, visitantes apenas podem consulta-los localmente.

### Artes
- Casa de Cultura Pedro Wayne - Em prédio histórico que foi construído em 1902 para abrigar uma grande loja de artigos de vestuário (chamava-se Casa Vermelha[61] ) funciona hoje a Casa de Cultura Pedro Wayne. Situada na Av. 7 de Setembro, nº 1001, a Casa de Cultura, realiza eventos de cultura popular, erudita, regional e universal. Além de outras manifestações de arte como desenho, gravura, pintura, escultura, literatura, música, dança, folclore e artesanato.
- Instituto Municipal de Belas Artes - Fundado em 10 de abril de 1921 o Instituto Municipal de Belas Artes (popularmente chamado de IMBA) é parte importante da vida cultural da Rainha da Fronteira, com especial atenção à música. Atualmente, o instituto oferece cursos de música popular erudita e danças. Oferece 14 cursos, atingindo quase 1100[62][carece de fonte melhor] alunos. Os cursos são de Ballet, Dança Moderna, Piano, Violão, Acordeon, Violino, Técnica Vocal, Musicalização, Bateria, Flauta, Instrumentos de Sopro, Contrabaixo, Teoria Musical e Canto.

Outras sete diferentes atividades são oferecidas aos estudantes: Orquestra, Coral, Banda Marcial, Conjunto de Flautas, Grupos de Alunos Instrumentistas, Dança de Salão e o Imba Grupo de Dança nas categorias infantil, infanto-juvenil, juvenil e adulto.
Além disso, o próprio prédio que sedia o IMBA faz parte do patrimônio arquitetônico da cidade.

#### Manifestações Culturais

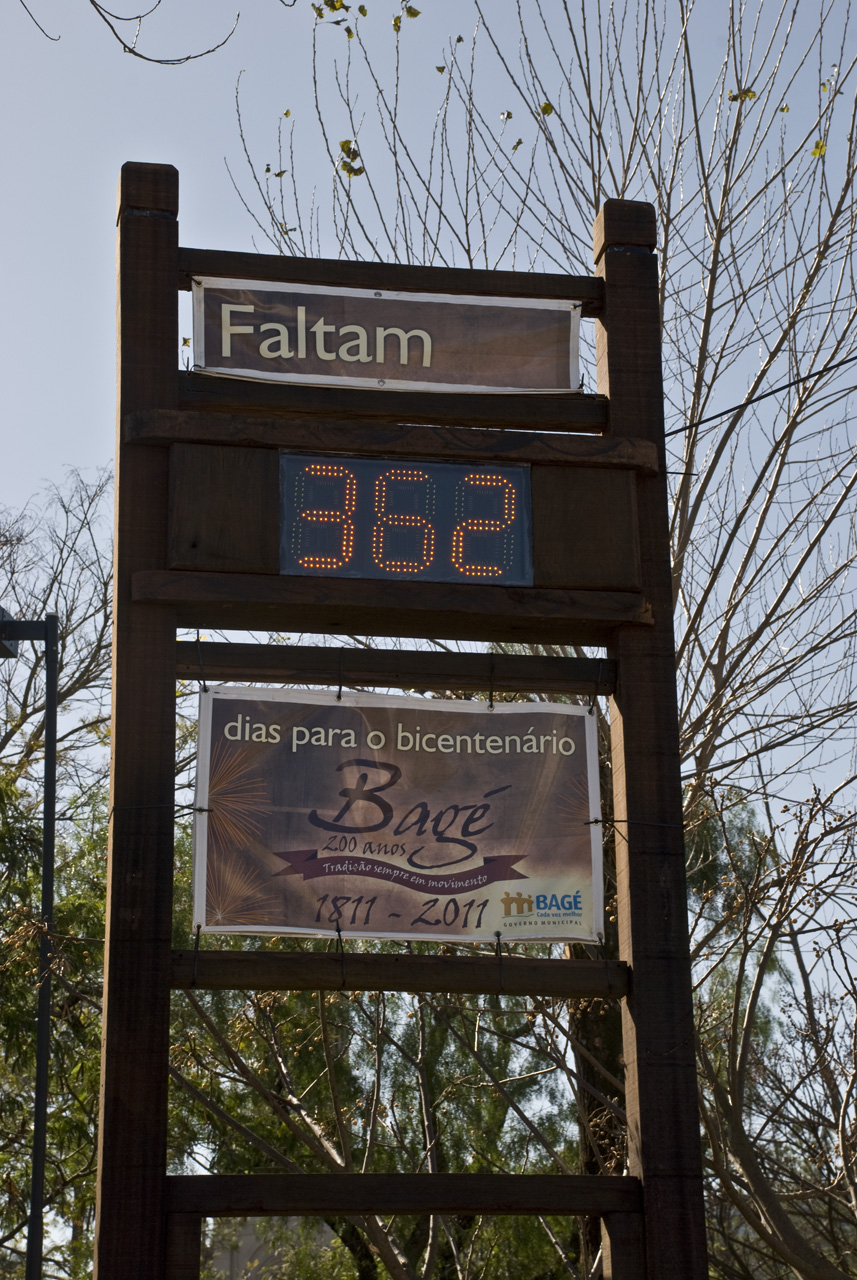
Relógio da contagem regressiva para os 200 anos de Bagé, em 2011

- Os quatro de Bagé - Quatro artistas plásticos de Bagé (Glauco Rodrigues, Carlos Scliar, Glênio Bianchetti e Danúbio Gonçalves), mais alguns outros artistas (entre eles escritores) que faziam parte do grupo, que já nos anos 1960 e 1970 produziram obras que ficaram conhecidas nacionalmente. Também foram responsáveis pela criação do Museu da Gravura Brasileira, em 1977, em Bagé.

Estes artistas plásticos ficaram conhecidos como “Os quatro de Bagé”.
- Coral Auxiliadora - O coral da Igreja Nossa Senhora Auxiliadora foi fundado em 1941. Desde então, o coral participa de vários eventos e celebrações da cidade. A atual maestrina é Gilca Nocchi Collares, que está na função desde 1973.[64]
- Festival Internacional Música no Pampa (FIMP) Evento anual que acontece na última semana de Julho. Traz artistas e professores internacionais, reunindo alunos de três continentes. Concertos noturnos diários são abertos gratuitamente ao grande público em superlotação nos teatros. O evento é promovido pela Prefeitura da cidade de Bagé e tem como Diretor Artístico o Maestro Jean Reis e Diretor Pedagógico Dr. Marcos Machado.
- Canto sem Fronteira - festival de música regional realizado desde o ano de 2003. O evento valoriza a arte e a cultura, promove a fronteira Sul e o Rio Grande do Sul, difundindo costumes da campanha, mantendo viva a identidade do gaúcho, proporcionando a divulgação da sua história, suas características, acionando a preservação das tradições Riograndenses através da música, solidificando e fortalecendo a cultura popular brasileira.
- Festival de Cinema da Fronteira - Criado em 2009, primeiramente como uma mostra de filmes, com o objetivo de estimular a produção audiovisual na região e resgatar a relação do cinema com a cidade. O projeto procura envolver toda a comunidade na realização e organização do festival[65].
- Núcleo de Pesquisas Históricas Tarcísio Taborda - O Núcleo é uma instituição pública sem fins lucrativos constituída em 4 de maio de 1995, idealizada por um grupo de pessoas ligadas ao estudo da história. Destina-se a desenvolver, pesquisar, identificar, divulgar, defender,documentar, estudar e preservar o patrimônio histórico e cultural de Bagé. É o núcleo de pesquisas históricas de Bagé - RS e seu nome é em homenagem ao historiador Tarcísio Taborda.

### Cemitério
O principal cemitério do município é o Cemitério da Santa Casa de Caridade de Bagé. Nos mausoléus elegantes de mármore encontram-se sepultadas famílias e personalidades históricas do estado do Rio Grande do Sul, como o General Antônio de Souza Netto, Manoel Antônio Martins e o Visconde de Cerro Alegre.
O Cemitério foi inaugurado em 1858, e é considerado um museu a céu aberto.

## Cidades-irmãs
A indicação de cidades-irmãs de Bagé ocorre através de decreto municipal.
- Poços de Caldas[66],  Minas Gerais
- Rio de Janeiro[67],  Rio de Janeiro